# Melbourne (Schiff, 1955)
HMAS Melbourne (R21), ursprünglich auf den Namen Majestic (R77) getauft, war ein Leichter Flugzeugträger der Royal Australian Navy. Sie wurde in Großbritannien als Typschiff der Majestic-Klasse, einer Unterklasse der Colossus-Klasse, ab 1943 für die Royal Navy gebaut, der Bau wurde zu Kriegsende aber unterbrochen. Erst 1955 wurde die Melbourne bei der australischen Marine in Dienst gestellt, wo sie bis 1982 im Einsatz blieb. Der Flugzeugträger war das zweite Schiff, das nach der Stadt Melbourne im australischen Bundesstaat Victoria benannt wurde. Durch zwei Kollisionen des Flugzeugträgers mit anderen Schiffen wurden ein australischer und ein amerikanischer Zerstörer versenkt und insgesamt 156 Seeleute getötet.

## Technik

### Rumpf und Antrieb
Der Rumpf der Melbourne war an der Wasserlinie 192 Meter lang und 14,4 Meter breit, der Tiefgang betrug 7,7 Meter, die Verdrängung betrug leer 15.740 ts, voll etwa 20.000 Standardtonnen. Das Flugdeck war 210 Meter lang, seine maximale Breite betrug etwa 34 Meter, was eine Decksfläche von etwa 7.000 Quadratmetern ergab. Die Insel saß auf der Steuerbordseite in der Mitte der Schiffslänge, sie beherbergte die Kommandobrücke, die Schornsteinanlage und die Radaranlagen.
Der Antrieb bestand aus zwei Parsons-Getriebeturbinen, die ihre Leistung von 42.000 PS an zwei Wellen mit je einer Schraube abgaben. Der Dampf für den Antrieb wurde durch vier Admiralty-Dreitrommel-Dampfkessel erzeugt. Die Höchstgeschwindigkeit des Trägers betrug 24,5 Knoten, die Reichweite lag bei einer Geschwindigkeit von 14 Knoten bei 12.000 Seemeilen.

### Bewaffnung, Elektronik und Luftgruppe
Die ursprüngliche Luftabwehrbewaffnung bestand bei Indienststellung aus 25 40-mm-Bofors-Geschützen, diese wurde aber aufgrund der Weiterentwicklung der Flugzeuge im Laufe der Einsatzzeit reduziert und später komplett abgeschafft.
Die Luftüberwachung erfolgte durch ein LW-02-Radar mit integrierter Freund-Feind-Erkennung, als Oberflächensuchradar wurde ein Type 293 eingesetzt, das Navigationsradar war das Type-978-Radar. Als Anflugradar wurde das SPN-35 verwendet.
Bei Indienststellung bestand der Carrier Air Wing aus acht De Havilland Sea Venom, 16 Fairey Gannet und zwei Bristol Sycamore, die Flugzeuge wurden 1967 durch acht neue A-4 Skyhawk und sechs S-2 Tracker ersetzt; als U-Jagdhubschrauber wurden Westland Wessex, später Sikorsky Sea Kings verwendet.

## Geschichte

### Bau und Indienststellung
Die Kiellegung der Majestic erfolgte am 15. April 1943 bei Vickers-Armstrong in Barrow-in-Furness in Nordengland. Nach der Taufe durch die Frau des britischen Schatzkanzlers John Anderson, Lady Anderson, am 28. Februar 1945 lief der Flugzeugträger vom Stapel. Das Ende des Zweiten Weltkriegs beendete jedoch alle Arbeiten zur Fertigstellung des Schiffs. 1946 wurden die Arbeiten wiederaufgenommen, gleichzeitig begann man, erste Verbesserungen, die sich aus den Kriegserfahrungen ergeben hatten, in den Entwurf des Trägers einzuarbeiten. 1947 beschloss die Regierung, zwei unvollendete Träger der Majestic-Klasse, die Majestic und die Terrible, an die Royal Australian Navy zu übergeben, die sie als Melbourne und Sydney bezeichnete.
Nachdem die Sydney 1948 bei der RAN in Dienst gestellt worden war, wurden 1949 die Arbeiten an der Melbourne wiederaufgenommen. Um den neuen, größer werdenden Flugzeugen genügend Platz zu bieten, wurde das Flugdeck vergrößert, zudem wurde 1952 die Landebahn um 5,5 Grad aus der Schiffsachse abgewinkelt. Zusätzlich wurden eine Landehilfe auf Spiegelbasis sowie ein Dampfkatapult installiert.
Am 28. Oktober 1955 wurde die Melbourne offiziell durch die Frau des australischen Hochkommissars White auf ihren neuen Namen getauft und für die australische Marine in Dienst gestellt. Nach einigen Erprobungsfahrten im englischen Kanal nahm sie ihre Flugzeuge an Bord und brach am 11. März 1956 nach Australien auf.

### Dienstzeit

#### 1956–1964

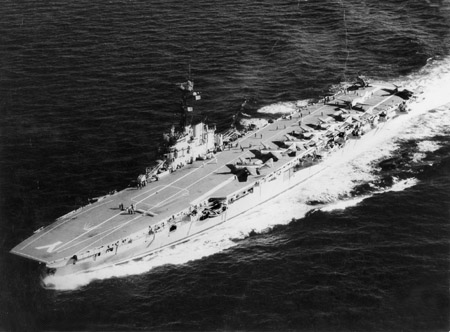
Melbourne 1956

Nach einer anderthalbmonatigen Fahrt durch das Mittelmeer, den Sueskanal und der Überquerung des Indischen Ozeans traf die Melbourne am 23. April in Fremantle ein. Die Jungfernfahrt führte den Träger über Melbourne weiter nach Sydney, wo er am 9. Mai eintraf. Dort löste sie auch ihr Schwesterschiff Sydney als Flaggschiff der Royal Australian Navy ab. Nach weiteren Übungen vor der Küste folgte im August 1956 der erste Einsatz als Teil der Far East Strategic Reserve in südostasiatischen Gewässern, zusammen mit Schiffen anderer SEATO-Mitgliedstaaten. Während der Olympischen Sommerspiele 1956 lag die Melbourne im Hafen ihrer namensgebenden Stadt, etliche ihrer Besatzungsmitglieder halfen während der Spiele als Sicherheitskräfte in den Wettkampfstätten, zusätzlich unterstützten Funker und Sanitäter des Schiffes die Organisatoren.
1957 folgte nach einer gemeinsamen Übung mit Schiffen der Royal New Zealand Navy ein Besuch in Wellington und Auckland, im März lief der Flugzeugträger zu einer fünfmonatigen Fahrt rund um den Kontinent und zu Besuchen in den Nachbarstaaten aus. In den folgenden Jahren nahm die Melbourne an diversen Übungen mit der Royal Navy und der United States Navy teil. 1962 erwarb die australische Marine 27 Westland-Wessex-U-Jagdhubschrauber in der Absicht, die Melbourne zu einem U-Jagd-Hubschrauberträger umzurüsten. Diese Entscheidung wurde später widerrufen und der Träger weiter in der bisherigen Konfiguration genutzt.

#### 1964–1970
Am Abend des 10. Februar 1964 kam es vor der Jervis Bay zu einem schweren Unfall. Während einer Nachtflugübung wurde der Zerstörer HMAS Voyager, der steuerbords vor dem Träger fuhr, zur „plane guard“-Position achtern beordert. Der Kommandant des Zerstörers drehte jedoch nicht, wie üblich, nach Steuerbord ab, um in einer Schleife hinter die Melbourne zu gelangen, sondern kreuzte vor dem Bug des Flugzeugträgers nach Backbord. Dieser rammte die Voyager und zerschnitt sie mittschiffs in zwei Teile. Die Bugsektion des Zerstörers sank binnen Minuten, 82 australische Seeleute verloren ihr Leben. Der Bug des Flugzeugträgers wurde schwer beschädigt und musste in Sydney repariert werden. Im Juni 1964 konnte die Melbourne ihren Dienst wieder aufnehmen.
1965 wurden beschlossen, die veralteten Bordflugzeuge durch acht neue A-4 Skyhawk und sechs S-2 Tracker zu ersetzen. Die Kosten der Anschaffungen beliefen sich auf 46 Millionen Dollar. Die Flugzeuge wurden bei einem Aufenthalt an der US-Westküste im September 1967 an Bord genommen. Zuvor hatte die Melbourne im Juni 1965 und Mai 1966 ihr Schwesterschiff Sydney, das mittlerweile zum schnellen Truppentransporter umgerüstet worden war, nach Vietnam eskortiert.

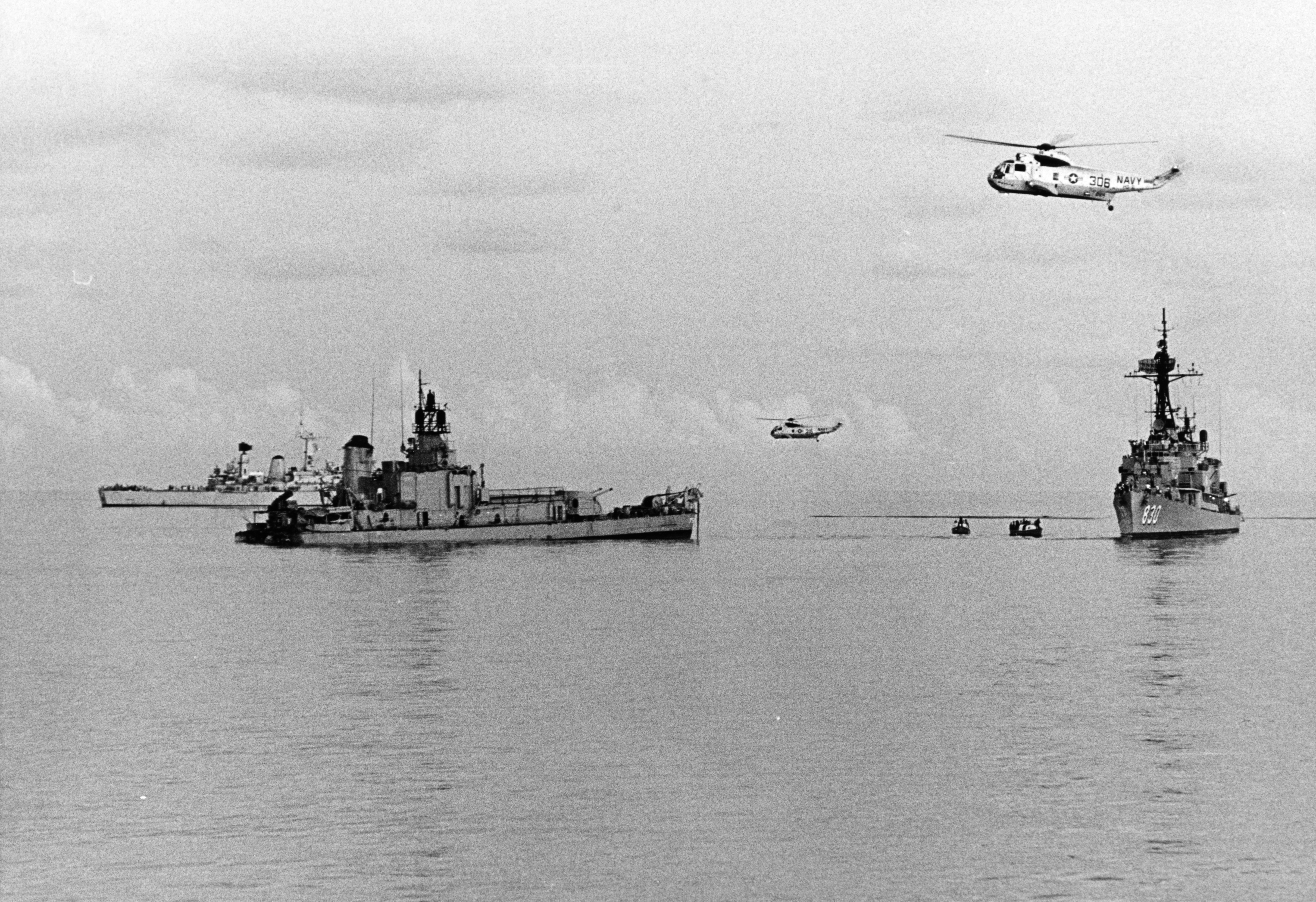
Das Heck der Frank E. Evans nach der Kollision mit der Melbourne

Um die neuen Flugzeuge aufnehmen zu können, wurde der Flugzeugträger zwischen Dezember 1967 und Februar 1969 im Trockendock in Garden Island grundlegend überholt und modernisiert und erhielt neue Kommunikations- und Radaranlagen. Am 14. Februar 1969 nahm der Träger seinen Dienst wieder auf und brach im Mai erneut in den Westpazifik auf. Am Morgen des 3. Juni 1969 kollidierte die Melbourne vor der Küste Luzons mit dem amerikanischen Zerstörer Frank E. Evans, der ebenso wie die Voyager fünf Jahre zuvor vor dem Bug des Flugzeugträgers kreuzte, und schnitt ihn in zwei Teile. Der Bug des Zerstörers sank innerhalb weniger Minuten, 74 amerikanische Seeleute verloren ihr Leben. Der Bug der Melbourne wurde erneut schwer beschädigt, es folgten wieder umfangreiche Reparaturarbeiten im Dock in Sydney.

#### 1970–1982
Nach einem Aufenthalt in Fernost im Sommer 1970 ging der Träger im Dezember erneut ins Dock, während der folgenden Monate wurde das Flugdeck verstärkt und das Katapult erneuert und modernisiert. Im August 1971 war der Werftaufenthalt beendet, die Melbourne verließ Sydney, um vor Hawaii an einer multinationalen Übung teilzunehmen. Im Januar 1972 lief der Träger mit vier Begleitschiffen aus, um bei einer Tour durch den Pazifik an mehreren Übungen teilzunehmen und diverse Häfen zu besuchen. Bis Januar 1973 nahm sie erneut an verschiedenen Übungen teil, im Anschluss folgte ein weiterer kurzer Werftaufenthalt bis zum Juli 1973. Im August und September nahm die Melbourne, zusammen mit der Stuart und der Brisbane, an der „RIMPAC-73“-Übung vor Hawaii teil. 1974 überführte sie Ausstellungsstücke für das Admiral Nimitz War Museum nach Los Angeles. Vor der Rückkehr in die Heimat besuchte sie San Francisco, wo einige CH-47-Hubschrauber an Bord genommen wurden, die für die Armee bestimmt waren. Im Herbst folgte die Teilnahme an der „KANGAROO-ONE“-Übung, an der Heer, Luftwaffe und Marine sowie etliche verbündete Staaten teilnahmen.

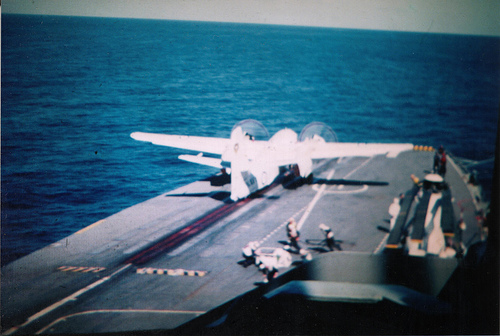
Start einer S-2 Tracker von Bord der Melbourne

Nachdem Darwin am 25. Dezember 1974 von Zyklon Tracy schwer verwüstete worden war, lief die Melbourne zusammen mit anderen Schiffen aus, um humanitäre Hilfe zu leisten. Der Einsatz dauerte bis in den Januar 1975. Bis Mitte 1976 verblieb sie in australischen Gewässern, im Oktober 1976 schloss sich die „KANGAROO-II“-Übung an. Bis zur „RIMPAC-77“-Übung vor Hawaii im Februar 1977 blieb die Melbourne die meiste Zeit im Hafen. Im Mai lief sie zusammen mit dem Zerstörer Brisbane nach England aus, wo sie am Spithead Naval Review zu Ehren des 25-jährigen Thronjubiläums von Königin Elisabeth II. teilnahm. Im Juli 1977 nahm die Melbourne zum einzigen Mal an einer NATO-Übung teil, bevor sie wieder nach Australien zurückkehrte. Nach der Rückkehr im Oktober ging der Flugzeugträger bis zum Januar 1978 ins Dock. Nach der Teilnahme an der „RIMPAC-78“-Übung kehrte der Träger im Mai erneut für elf Monate ins Dock zurück. Im Herbst 1979 folgten drei multinationale Übungen im Seegebiet um Australien. Die letzte Teilnahme der Melbourne an einer „RIMPAC“-Übung fand im Februar 1980 statt, 1981 folgten noch einmal zwei Übungen in Heimatgewässern.

### Außerdienststellung
Im Februar 1982 beschloss die australische Regierung, als Ersatz für die alternde Melbourne den leichten britischen Träger Invincible zu kaufen. Die Melbourne lag von da an bis zu ihrer Außerdienststellung am 30. Juni 1982 im Hafen von Sydney. Als der Falklandkrieg ausbrach, zog die britische Regierung ihre Verkaufsentscheidung zurück, zudem trat die australische Labor-Partei mit dem Versprechen zur Wahl an, keine Gelder für neue Flugzeugträger zu bewilligen. Daraus ergab sich, dass die Royal Australian Navy keinen Nachfolger für ihren Träger erhielt. Im Juni 1984 wurde die ehemalige Melbourne für 1,7 Millionen Dollar an einen australischen Unternehmer zur Verschrottung verkauft, der Handel platzte jedoch. Im Februar 1985 wurde sie für 1,4 Millionen Dollar an die China United Shipbuilding Co Ltd verkauft, die das ehemalige Flaggschiff in Dalian unter regem Interesse der chinesischen Marine abbrach und verschrottete. Der Flugzeugträger wurde viele Jahre lang nicht demontiert; einigen Gerüchten zufolge wurde er erst 2002 vollständig zerlegt. Vorher wurde das Schiff von chinesischen Marine-Ingenieuren im Rahmen des streng geheimen chinesisches Flugzeugträgerprogramms untersucht.